# جنگل‌های سوزنی‌برگ کوهستانی هیمالیای غربی
جنگل‌های سوزنی‌برگ کوهستانی هیمالیای غربی (به لاتین: Western Himalayan subalpine conifer forests) یک منطقهٔ مسکونی و جنگل در نپال است.